# Rue Tolstoï
Pour les articles homonymes, voir Tolstoï (homonymie).
La rue Tolstoï (Улица Толстого) est une rue du centre historique de Kazan en Russie située dans l'arrondissement de Vakhitov.

## Situation
La rue s'étend du sud au nord, commençant au croisement des rues Boutlerov et Aïvazovski et se terminant au croisement avec la rue Podloujnaïa. La partie entre la rue Boutlerov et la rue Gorki est dans les deux sens. La partie entre la rue Gorki et la rue Bolchaïa Krasnaïa est à sens unique vers la rue Bolchaïa Krasnaïa, en même temps, entre la rue Karl-Marx et la rue Bolchaïa Krasnaïa, la chaussée passe à gauche et à droite de la place Tolstoï. De la rue Bolchaïa Krasnaïa à la rue Podloujnaïa, la rue est à double sens.

## Histoire et édifices remarquables
C'est en 1845 que les frères Tolstoï s'installèrent dans cette rue dans la maison Kisseliov (n° 25). Il s'agissait de Nicolas Tolstoï le Jeune, de Dimitri, de Serge et de Léon qui suivaient leurs études à l'université de Kazan. Le premier étage de la maison comprenait un grand salon avec une galerie, à l'entresol de chaque côté de la galerie, il y avait deux pièces dans l'une desquelles se trouvait la chambre de Dimitri et dans l'autre derrière la galerie, la chambre de Serge et Léon. La chambre derrière la galerie donnait au-dessus de l'entrée principale. La maison construite vers 1840 est en pierre, à un étage avec un entresol. L'entrée principale se trouve du côté de la rue Bolchaïa Krasnaïa. L'entrée dans les pièces de l' entresol et dans la galerie donne sur un escalier de service partant de la cour. Les façades et les éléments de décoration sont typiques de l'architecture classique de Kazan. La maison est réaménagée en 1859, l'entresol est refait en deuxième étage avec des pièces à fenêtres donnant sur la rue. Un nouvel escalier donne accès au deuxième étage. Une plaque mémorielle est installée sur la façade en 1940 en hommage à Léon Tolstoï avec la mention : « Le grand écrivain Léon Nikolaïevitch Tolstoï a vécu dans cette maison en 1845 et 1846 ». L'institut tatar de formation des instituteurs s'est installé dans cette maison en 1982. 
Une église catholique (aujourd'hui désacralisée) est construite dans cette rue en 1858 (n° 17/28) selon les plans des architectes Peszke et Joukovski. Elle est dédiée à l'Exaltation de la Sainte Croix. L'église n'a pas été rendue au culte après que l'État eut normalisé ses relations avec les religions dans les années 1990. Il s'y trouve toujours un établissement d'enseignement technique.
En 1890, l'institut de médecine est construit au n° 6/30. Au n° 4, se trouve le bâtiment de l'ancienne clinique Grouzdev (construite en 1897-1900), devenue une maternité.  
L'école des beaux-arts de Kazan est construite à l'angle de l'actuelle rue Karl-Marx de 1900 à 1905. L'institut technique industriel supérieur s'y est installé de 1926 à 1929, devenu ensuite institut polytechnique. Entre 1941 et 2003, s'y trouvait le deuxième bâtiment de l'institut d'aviation de Kazan, devenu ensuite université technique Tupolev.   
En 1913, l'architecte Trifonov construit au n° 19/29 pour le marchand Molotkov une maison louée à une école : en 1913-1917 au lycée privé féminin Cavano devenu à l'époque soviétique l'école moyenne n° 19. Depuis 1986, une école industrielle s'y est installée.   
En 1929, la rue de l'Institut et la rue du Champ Arskoïe sont renommées en rue Tolstoï.
Au n° 15, se trouve le troisième bâtiment de l'université technique de Kazan, construit en 1940.
Un buste de Tolstoï est érigé en 1949 dans le square. 

## Photographies

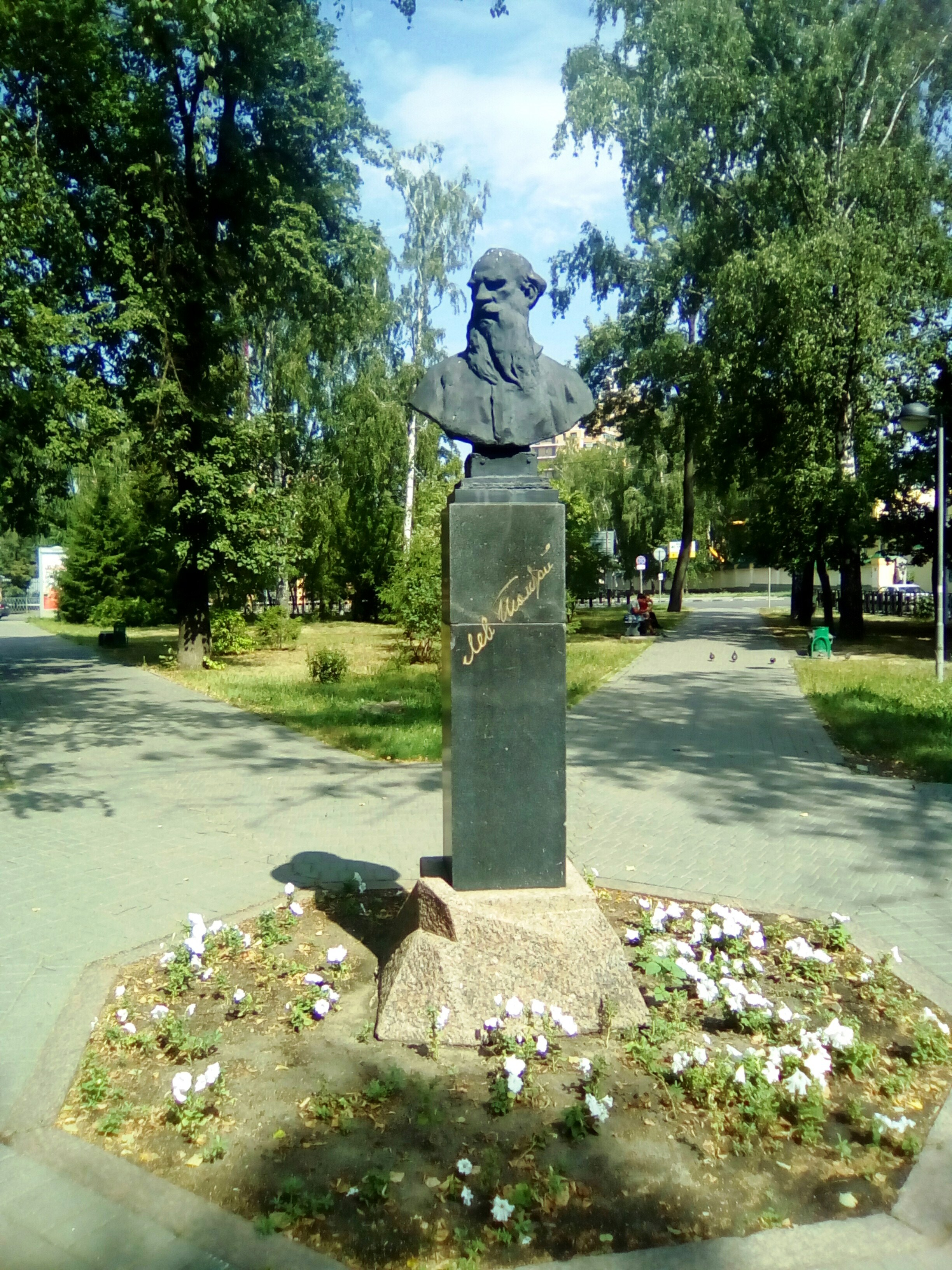
Buste de Léon Tolstoï
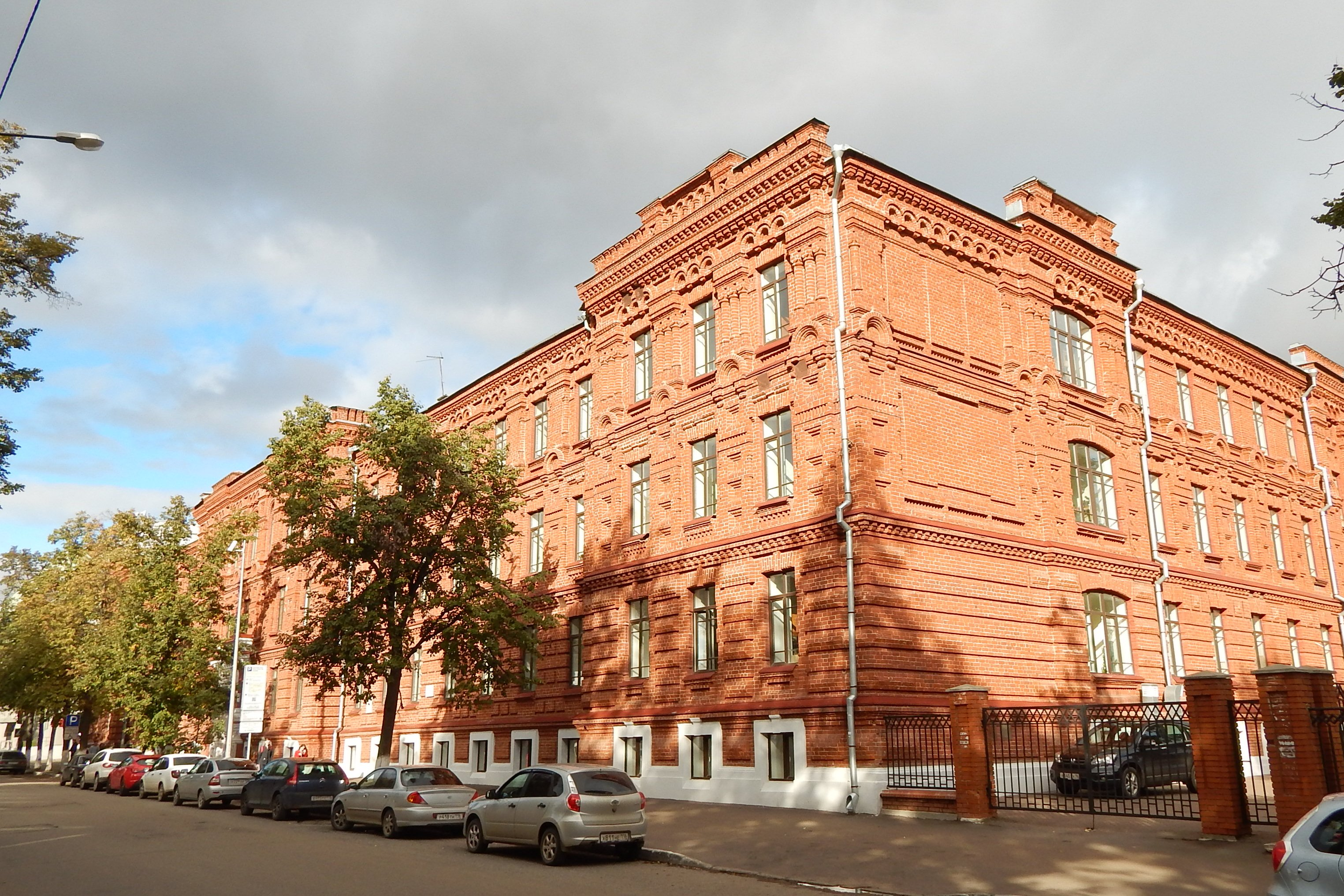
Foyer estudiantin
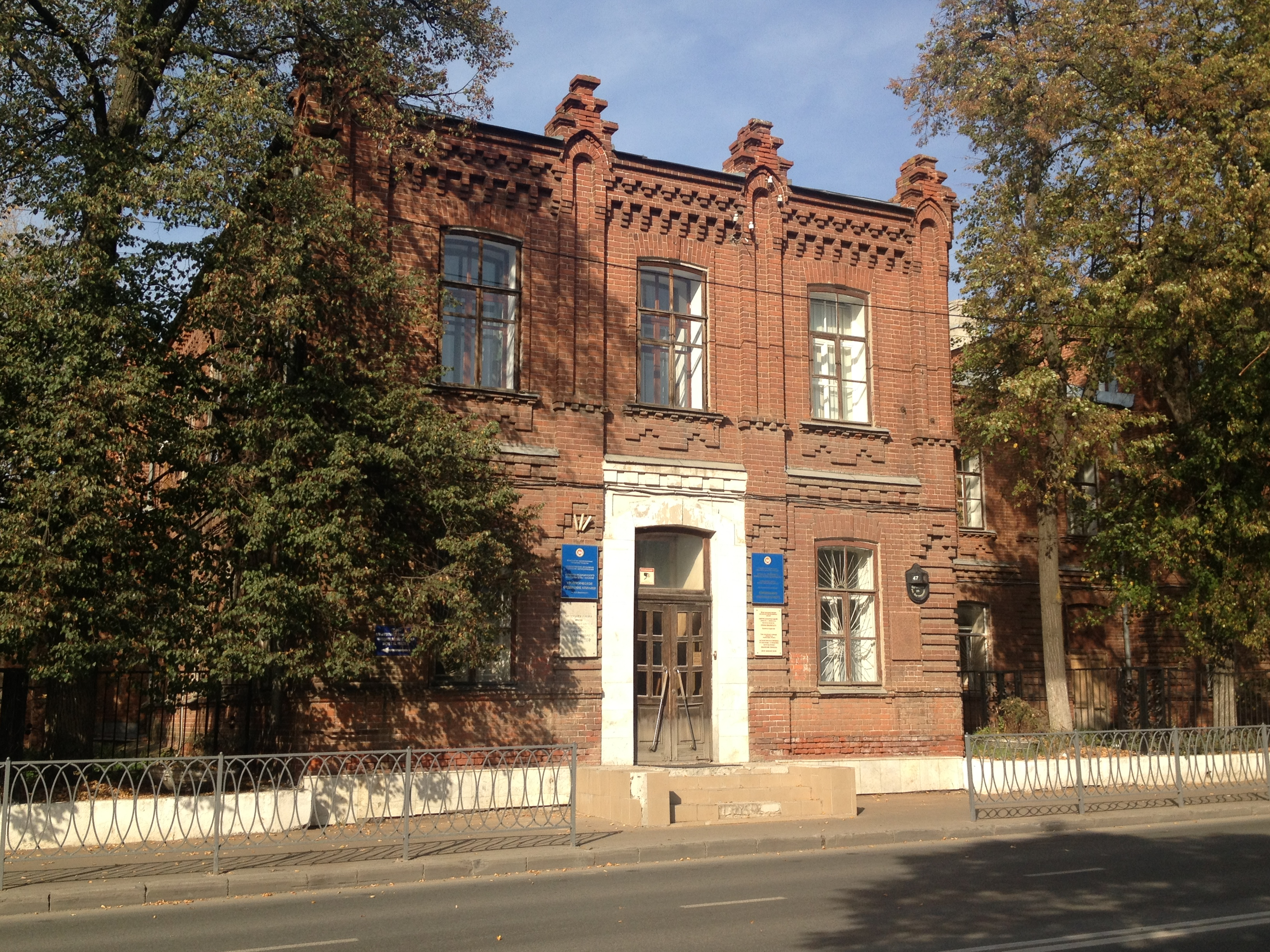
Clinique Vichnevski
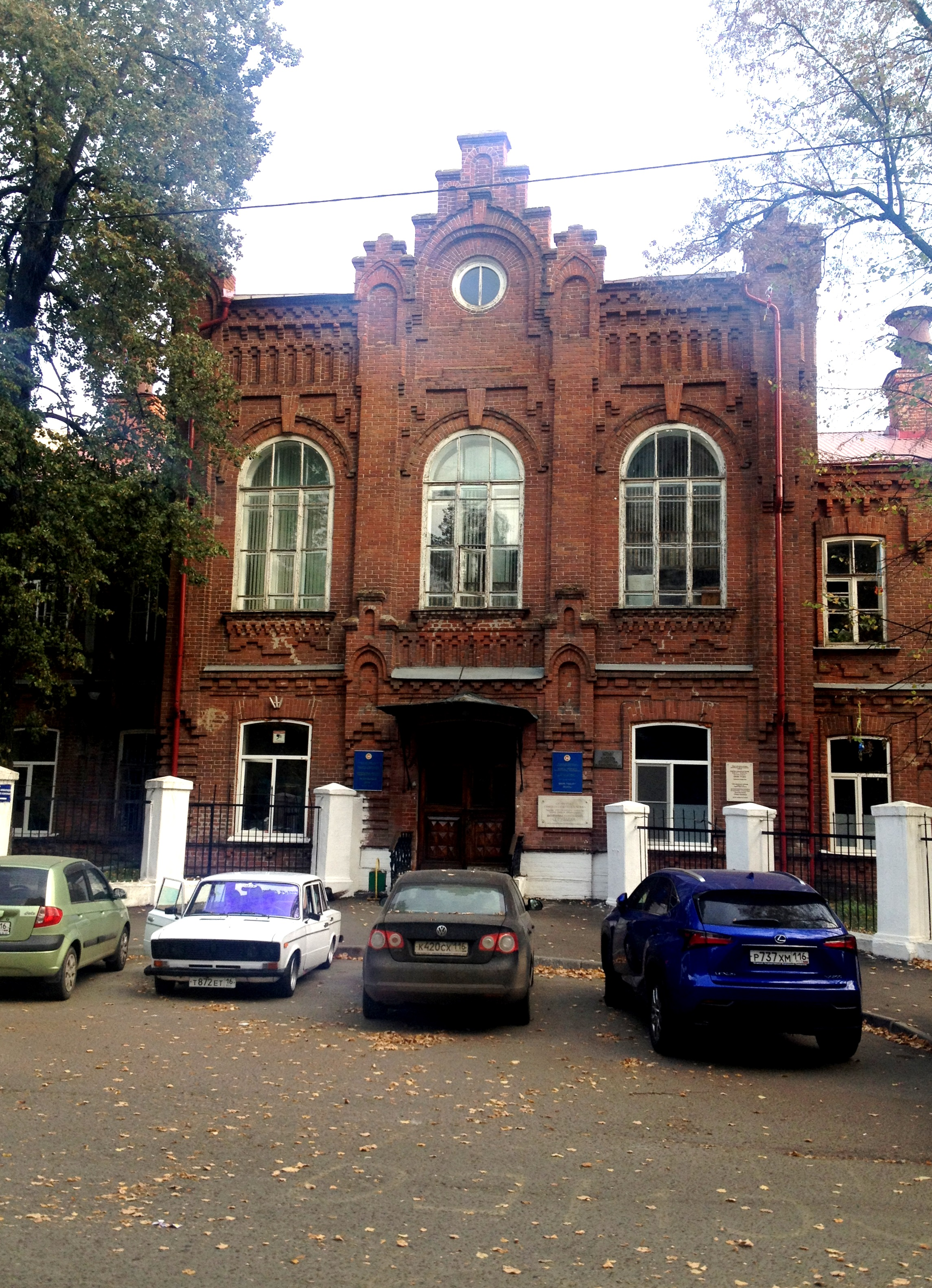
Clinique Grouzdev
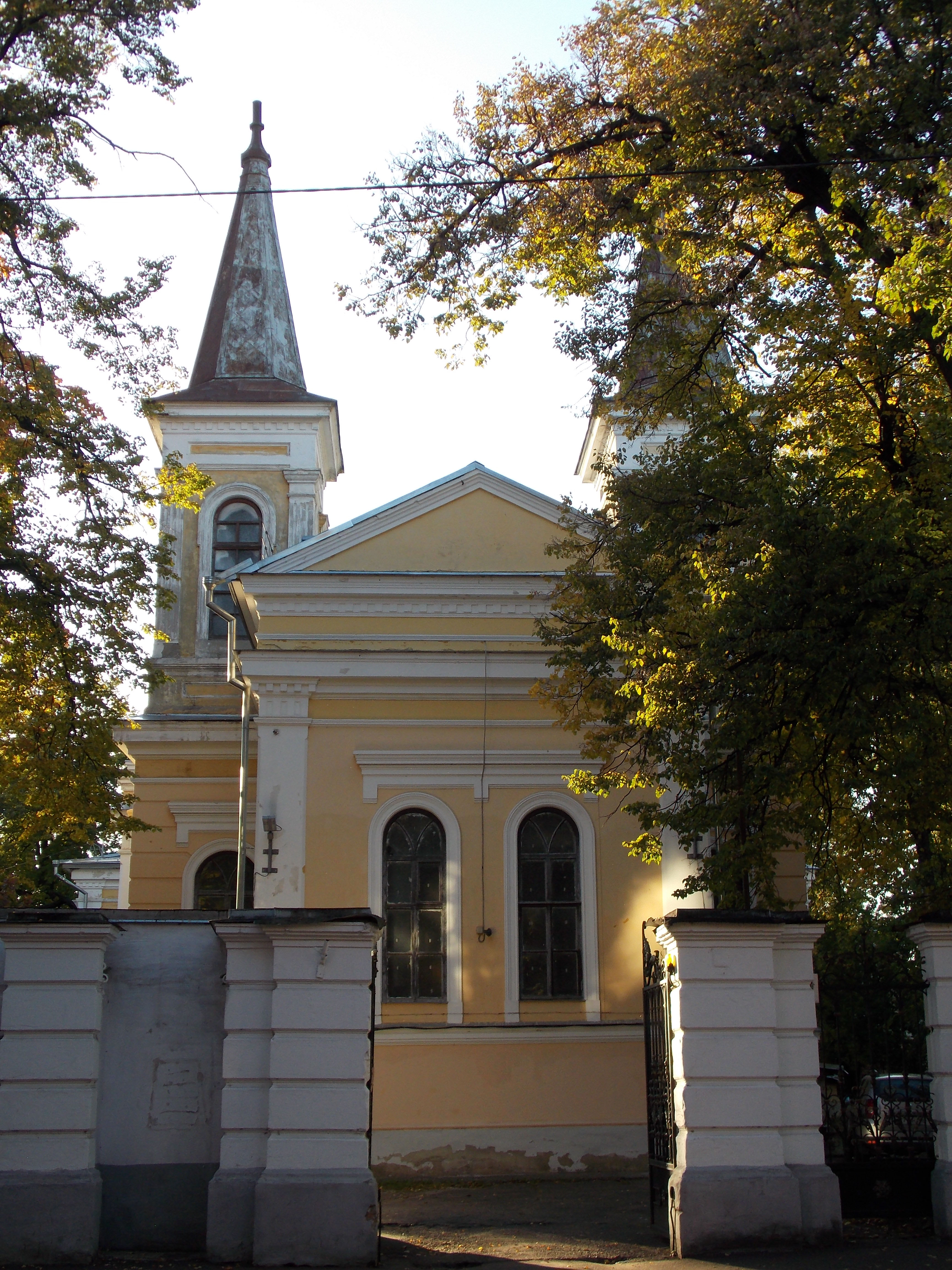
Ancienne église catholique de Kazan